# 松江市総合体育館
松江市総合体育館（まつえしそうごうたいいくかん、英語: Matsue City General Gymnasium）は、島根県松江市の松江市北公園内にある体育館。

## 概要
メインアリーナ、サブアリーナ、多目的ルームなどからなる総合体育館。隣接する施設として、北庭球場、楽山野球場、楽山庭球場がある。
2012年3月、老朽化した旧体育館に代わる新しい体育館整備のため「新体育館建設基本構想・基本計画」を策定、2013年12月に実施設計をまとめた。2014年4月に着工し2016年3月に竣工。同年4月から供用を開始した。
Bリーグ・島根スサノオマジックのホームアリーナでもある。

### 主な施設
- メインアリーナ
  - 面積：2,747m²（縦67m×横41m×高さ16m）
  - 観覧席：3,003席（1階移動1,136席、2階固定1,845席、車椅子22席）仮設席1547席
- サブアリーナ
  - 面積：1,394m²（縦41m×横34m×高さ13m）
  - 観覧席：246席（固定240席、車椅子6席）
- 多目的ルーム
  - 面積：181.3m²
- トレーニングルーム、ランニングコース

### 交通アクセス
- 鉄道
  - 松江駅より徒歩10分
- バス
  - 松江市営バス：「北公園」下車、徒歩約3分
  - 一畑バス：「総合体育館前」下車、徒歩約3分
- 車
  - 津田インターチェンジ→約15分
- 無料駐車場
  - 旧県立プール跡地仮設駐車場：278台
  - 第2駐車場（北庭球場西隣）：85台
  - おもいやり駐車場：10台
  - 選手・大会関係者用駐車場：20台
- 無料駐輪場
  - 体育館横：174台

## 旧体育館
収容人数4,700人の大体育館、収容人数800人の小体育館、屋内プールと付帯施設からなる総合体育館であった。
1976年3月に竣工し、同年4月3日に開館した。同年10月には屋内プールが竣工している。
老朽化による建て替えのため、2016年3月閉館された。2016年4月から12月まで解体工事が行われ、跡地には駐車場や多目的広場が整備された。
2010年10月から大体育館はbjリーグ・島根スサノオマジックのホームアリーナとなり、そのプレシーズンマッチとして2009年9月27日に東京アパッチ対滋賀レイクスターズ戦が行われた。